# 迪爾里弗 (紐約州)
迪爾里弗（英語：Deer River）是位於美國紐約州劉易斯縣的非建制地區。

## 歷史
迪爾里弗的郵局自1845年營運至今。

## 地理
迪爾里弗所處的海拔為高於海平面238米（即781英呎），而該地所採用的時區為UTC-5，即北美东部时区（EST）。同時該地設有夏令時間，為UTC-5調快一小時，即UTC-4（EDT）。